# Prîvitne, Țiurupînsk
Prîvitne (în ucraineană Привітне) este un sat în comuna Tarasivka din raionul Țiurupînsk, regiunea Herson, Ucraina.

## Demografie
Componența lingvistică a localității Prîvitne
     Ucraineană (97,7%)
     Rusă (2,09%)
     Alte limbi (0,21%)
Conform recensământului din 2001, majoritatea populației localității Prîvitne era vorbitoare de ucraineană (97,7%), existând în minoritate și vorbitori de rusă (2,09%).